# Hopak
L'Hopak (in ucraino гопак) è una danza tradizionale ucraina, molto veloce e di origini zaporoghe. 

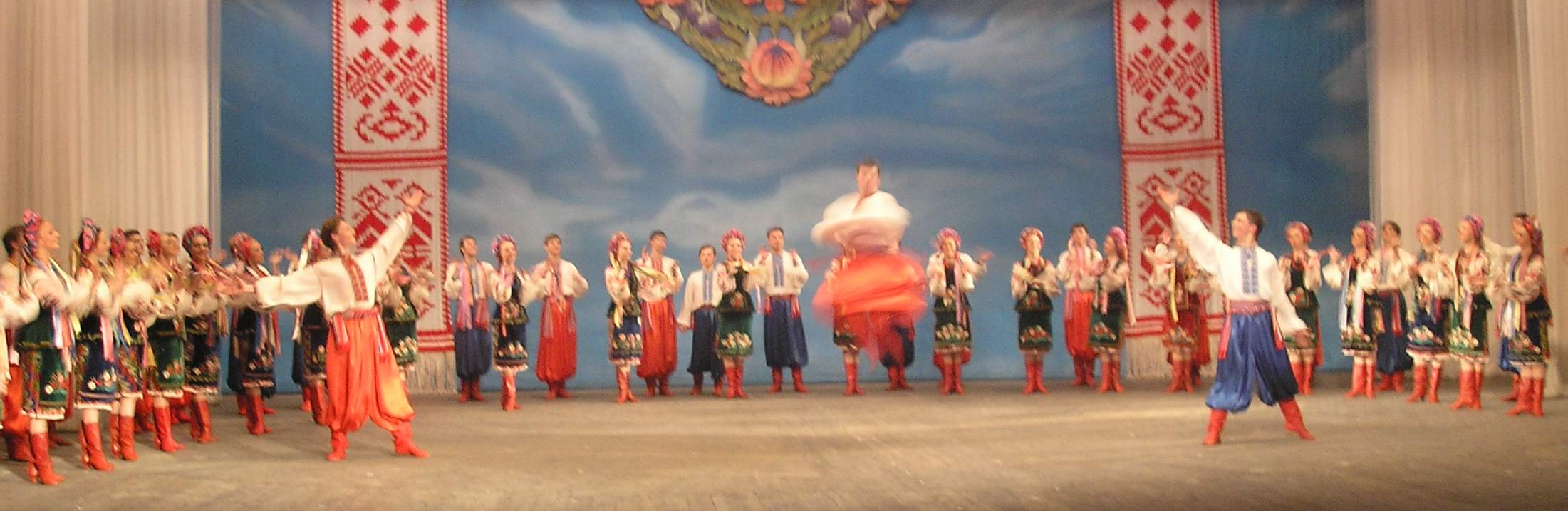
Esempio di hopak dello P. Virsky Ukrainian National Folk Dance Ensemble.

In origine l'hopak era ballato solo dagli uomini, oggi, invece, si balla in gruppo con le donne, però la parte maschile della danza è la principale. Hopak contiene alcuni elementi molto spettacolari delle arti marziali cosacche.